# Namabengo
Namabengo ist ein Verwaltungsbezirk (Ward) des Distrikts Namtumbo in der tansanischen Region Ruvuma.

## Geografie
Namabengo liegt im Südwesten von Tansania etwa 25 Kilometer Luftlinie nordöstlich der Regionshauptstadt Songea. Der Bezirk grenzt im Norden an Hanga, im Nordosten und Osten an Litola, im Süden an Matimira und im Westen an Msindo. Bei der Volkszählung 2022 lebten 11.486 Menschen in 2858 Haushalten auf einer Fläche von 127 Quadratkilometern.

## Gliederung
Der Bezirk besteht aus vier Gemeinden (Mtaa) mit 18 Orten (Kitongoji):
| Namabengo - Madukani A - Madukani B - Nakawale - Kilimani A - Kilimani B - Lihomero | Namahimba - Nambalama - Namahimba A - Namahimba B | Utwango - Mabatini - Lisimonji - Utwango Juu - Kinuli - Kanjele A - Kanjele B | Mdwema - Madukani - Muungano - Mparanguku |

## Infrastruktur
- Bildung: Die Namabengo Secondary School[8] und die Utwango Secondary School[9] sind staatliche, weiterbildende Schulen, die Mädchen und Burschen bis zur 4. Stufe ausbilden.
- Gesundheit: In Nambengo befindet sich ein privates Gesundheitszentrum.[10] Außerdem gibt es in den Gemeinden Utwango[11] und Mdwema[12] je eine staatliche Apotheke.
- Verkehr: Durch den Bezirk verläuft die asphaltierte Nationalstraße T6. Sie verbindet Songea im Westen mit Mtwara im Osten.[13]